# Stary Oskol
Stary Oskol (Russisch: Старый Оскол, Stary Oskol) is een stad in de oblast Belgorod in het westen van Rusland. Het ligt op ongeveer 500 kilometer ten zuiden van Moskou, aan de rivier de Oskol. De stad had 215.898 inwoners bij de volkstelling van 2002.
De stad werd gesticht in 1593 en werd door de eeuwen heen door meerdere malen veroverd door de Tataren en de Polen. Ook raakte de stad beschadigd tijdens de Russische Burgeroorlog en de Tweede Wereldoorlog. Na de Tweede Wereldoorlog ontwikkelde de industrie zich en daarmee ook het bevolkingsaantal.
| 1939   | 1959   | 1970   | 1979    | 1989    | 2002    |
| ------ | ------ | ------ | ------- | ------- | ------- |
| 10.900 | 27.500 | 51.500 | 114.900 | 173.917 | 215.898 |

## Bekende inwoners
- De MMA-vechter Fjodor Jemeljanenko komt uit deze stad.

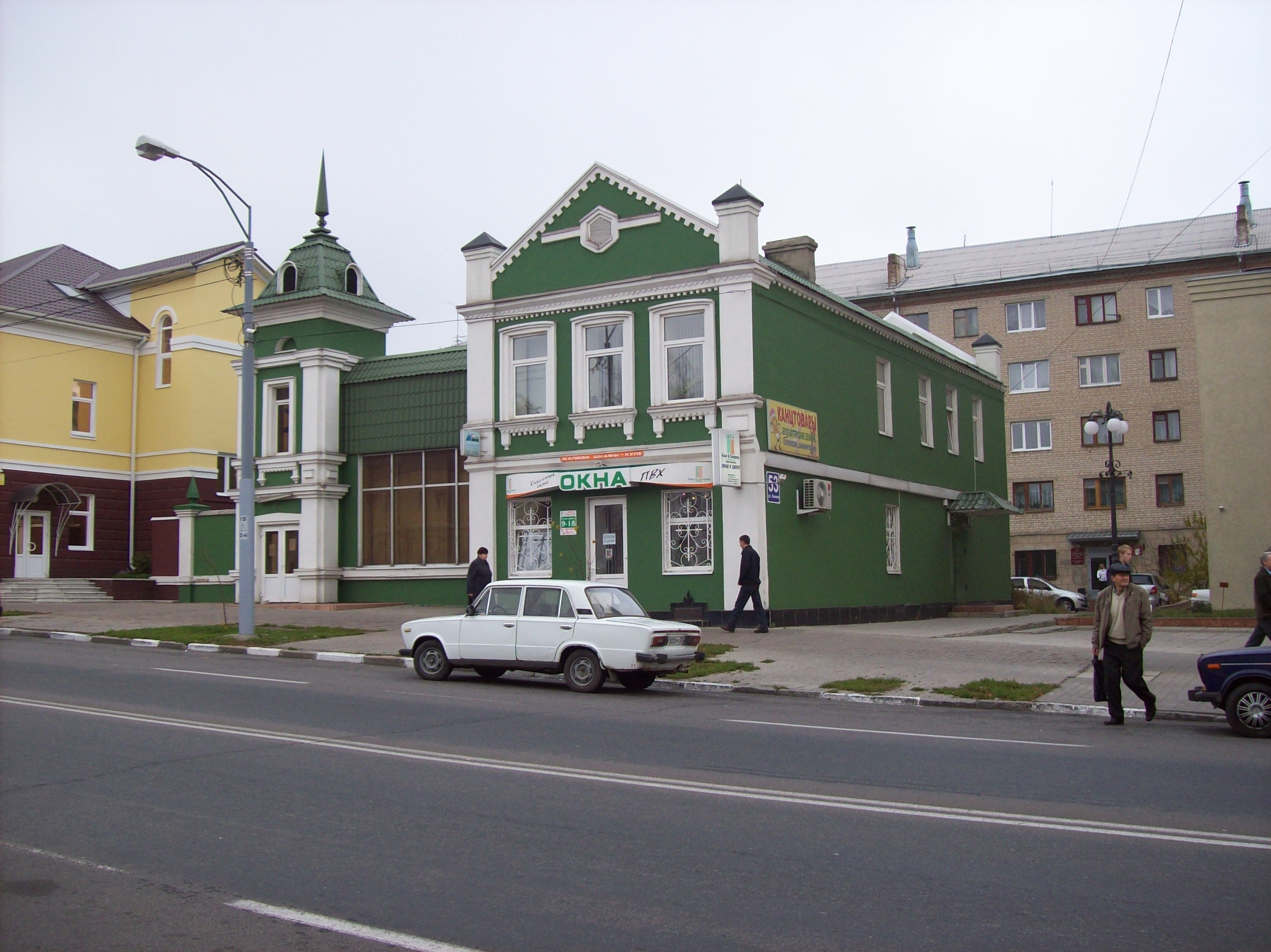
Oud huis aan de Leninstraat
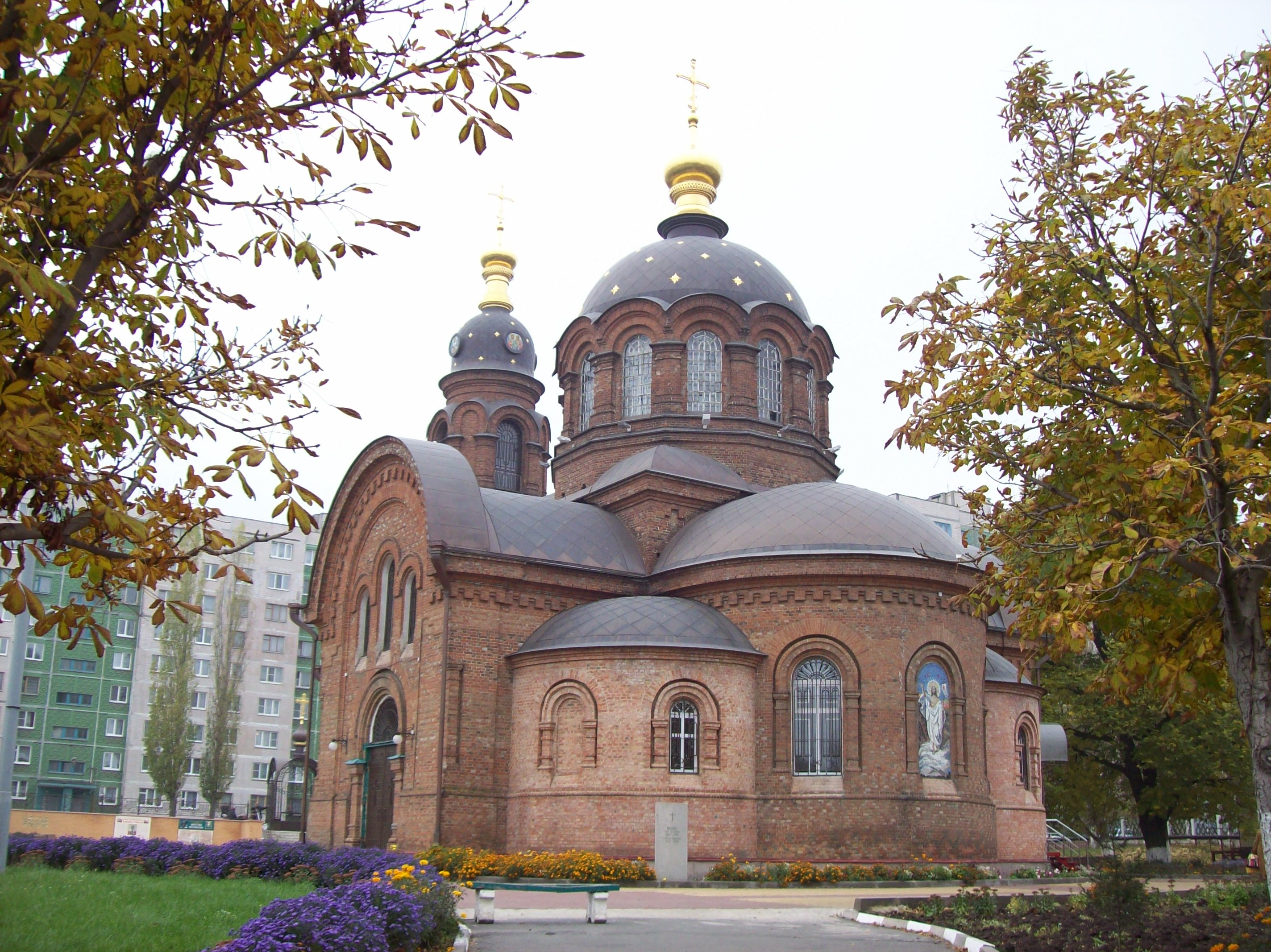
Alexander Nevskikathedraal
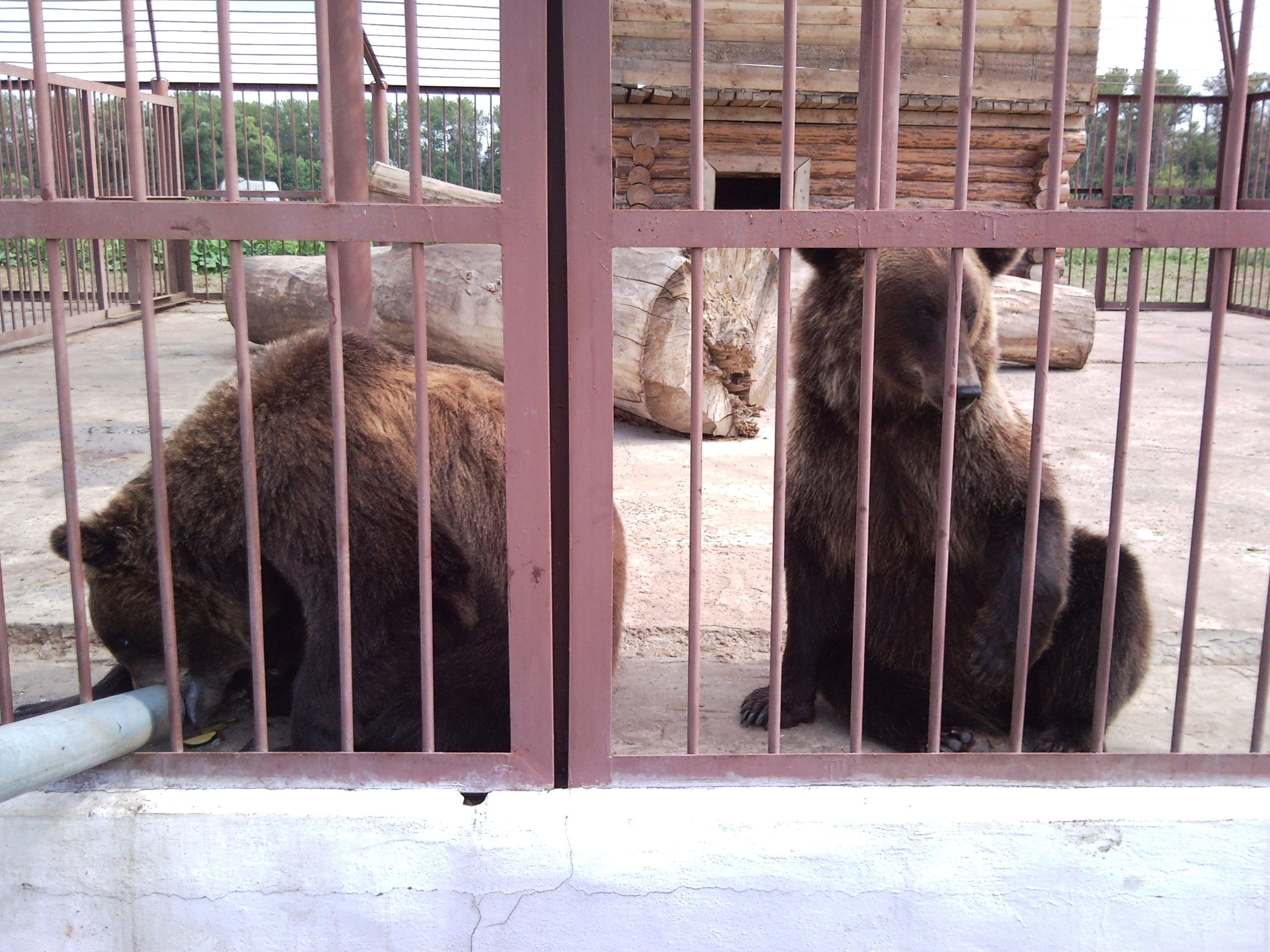
Beren in de Dierentuin van Stary Oskol

Bestuurlijk centrum: Belgorod 

Aleksejevka · Birjoetsj · Goebkin · Grajvoron · Korotsja · Novy Oskol · Sjebekino · Stary Oskol · Stroitel · Valoejki